# Takeru Kobajaši
Takeru Kobajaši (* 15. března 1978 Nagano) je japonský profesionální účastník soutěží jedlíků, vystupující pod přezdívkou tsunami. Měří 173 cm a váží 58 kg. Je šestinásobným vítězem závodu v pojídání hot dogů, který pořádá řetězec rychlého občerstvení Nathan's Famous každoročně na Coney Islandu a který je považován za neoficiální mistrovství světa, z let 2001 až 2006 (od roku 2010 nesmí startovat kvůli porušení kontraktu, z místa soutěže ho vyvedli policisté). Je také celkovým vítězem víceboje jedlíků The Glutton Bowl, který uspořádaly roku 2002 Major League Eating a Fox Broadcasting Company. Jeho osobní rekord je 69 hot dogů za deset minut. Také dokázal zkonzumovat 93 hamburgerů za osm minut, 337 grilovaných kuřecích křidýlek za půl hodiny, 8 kilogramů hovězích mozečků za patnáct minut, 62 čtvrtek pizzy za dvanáct minut, třináct cupcaků za minutu nebo vypít galon mléka za 20 sekund. V roce 2003 závodil v televizním přenosu s medvědem kodiakem, avšak prohrál: medvěd snědl padesát hotdogů a Kobajaši pouze třicet šest. Je vynálezcem tzv. Šalamounovy metody pojídání hotdogů, které roztrhne vejpůl, namočí do vody a spolkne. Také je reklamní tváří značky párků Kobi Dog.